# Tetsuaki Misawa
Tetsuaki Misawa (japanisch 三澤 徹晃 Misawa Tetsuaki; * 28. Januar 1999 in Saitama) ist ein japanischer Fußballspieler.

## Karriere
Tetsuaki Misawa erlernte das Fußballspielen in der Universitätsmannschaft der Universität Kanagawa. Am 1. April 2021 ging er in die Mongolei, wo er einen Vertrag beim Erstligisten BCH Lions unterschrieb. Am Ende der Saison wurde er mit 17 Toren Torschützenkönig der Liga. Nach Saisonende wechselte er im November 2021 nach Bangladesch. Hier unterschrieb er in Dhaka einen Vertrag beim Erstligisten Muktijoddha Sangsad KC. Für Muktijoddha bestritt er 21 Erstligaspiele. Im November 2022 nahm ihn der indische Verein Sudeva Delhi FC aus Delhi unter Vertrag. Nach einem halben Jahr ging er im Juni 2023 nach Kambodscha. Hier unterschrieb er in der Hauptstadt Phnom Penh einen Vertrag beim Erstligisten National Defense Ministry FC.

## Auszeichnungen
National Premier League (Mongolei)
- Torschützenkönig: 2021